# サウンドオブミュージック (GyaO)
サウンドオブミュージックとはインターネットテレビGyaOの「MIDTOWN TV」内で毎週水曜に放送、配信されていた音楽番組。2007年7月25日放送開始、同年9月12日まで放送。
生放送は12時15分～13時、アーカイブ放送はバラエティchで放送日の19時から。

## 出演者
- はなわ
- 青木直子
- 田中玲美（GyaO専属局アナウンサー）

MCの代役を務めた人
- 前田健
- ホリ

## ゲスト
| 回 | ゲスト                                                                                         | 放送期間               |
| -- | ---------------------------------------------------------------------------------------------- | ---------------------- |
| 1  | アルファ                                                                                       | 2007年7月25日 - 8月1日 |
| 2  | AYUSE KOZUE JYONGRI                                                                            | 2007年8月1日 - 8日     |
| 3  | アンダーグラフ ロクセンチ 横山剣（クレイジーケンバンド）                                       | 2007年8月8日 - 15日    |
| 4  | いきものがかり Mizrock                                                                         | 2007年8月15日 - 22日   |
| 5  | 吉澤ひとみ（音楽ガッタス） 石川梨華（同） 紺野あさ美（同） 真野恵里菜（同） 山田タマル moumoon | 2007年8月22日 - 29日   |
| 6  | MY LITTLE LOVER D-51                                                                           | 2007年8月29日 - 9月5日 |
| 7  | 根本要（スターダストレビュー） 藤田麻衣子                                                      | 2007年9月5日 - 12日    |

1. ↑  前田健がはなわの代役を務める
2. ↑  VTR出演のみ
3. ↑  ホリがはなわの代役を務める